# Sint-Jacobuskerk (Kemzeke)

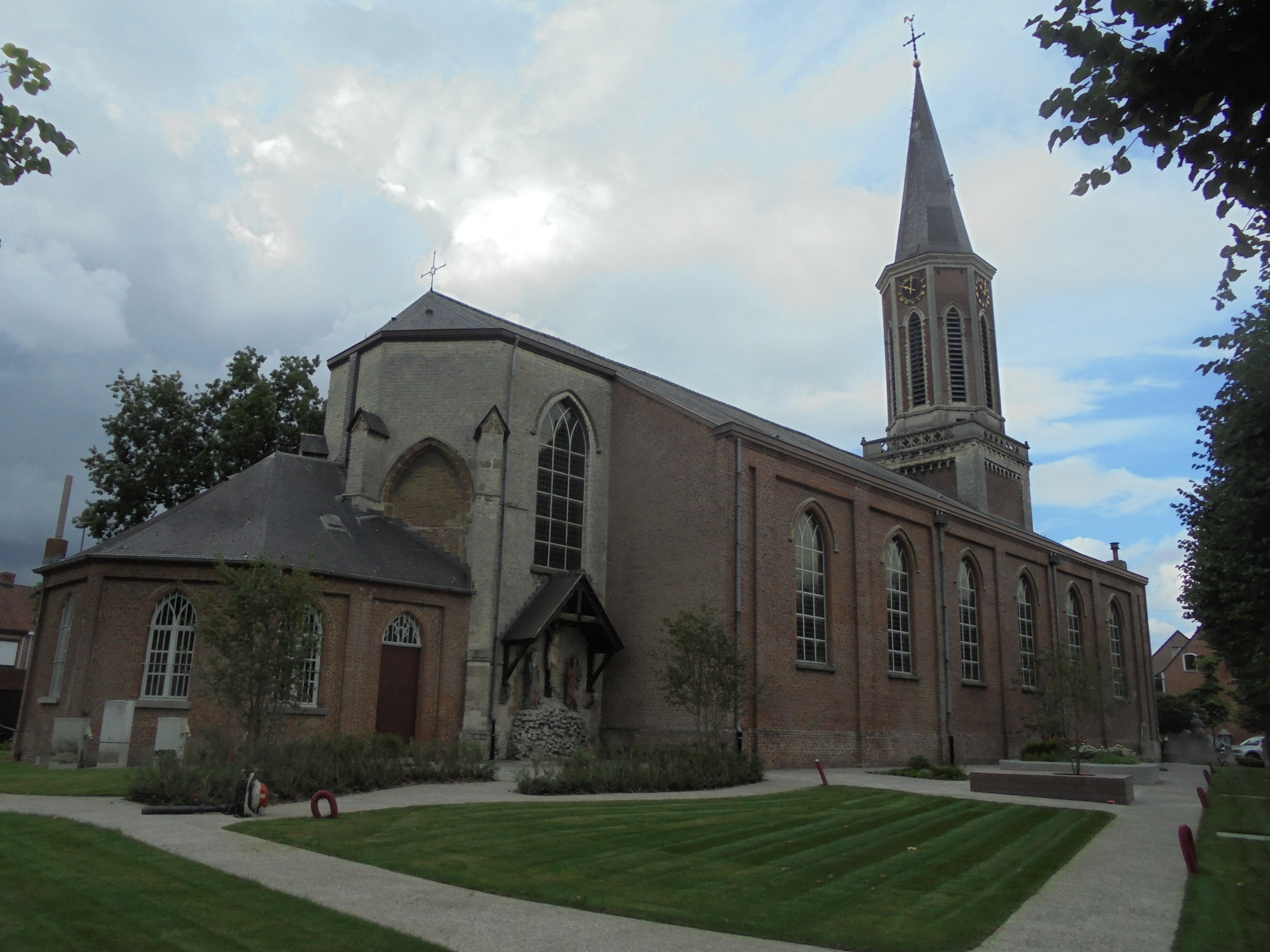
Sint-Jacobuskerk

De Sint-Jacobuskerk is de parochiekerk van de tot de Oost-Vlaamse gemeente Stekene behorende plaats Kemzeke, gelegen aan Molenstraat 2.

## Geschiedenis
In 1117 splitste de parochie van Kemzeke zich af van die van Waasmunster. In 1239 kwam het patronaatsrecht in bezit van de Sint-Pietersabdij te Gent.
Van de oorspronkelijke romaanse kerk zijn geen onderdelen meer bewaard gebleven. Het gotisch koor is 15e-eeuws. Een nieuwe benedenkerk werd in 1847 gebouwd naar ontwerp van Jan De Somme-Servais in vroege neogotiek.

## Gebouw
Het betreft een driebeukig bakstenen kerkgebouw met ingebouwde westtoren. Het zandstenen koor is driezijdig afgesloten.
Het interieur en het kerkmeubilair zijn in neogotische stijl uitgevoerd.